# Amándote (telenovela chilena)
Amándote es una telenovela chilena de género drama romántico, dirigida por Ricardo Vicuña y emitida por Canal 13 desde el 9 de marzo hasta el 31 de julio de 1998, como sucesora de la exitosa Playa salvaje y siendo reemplazada posteriormente por Marparaíso. 
Protagonizada por Luciano Cruz-Coke, Aline Kuppenheim, Javiera Contador y Guido Vecchiola. Con Tomás Vidiella, Gloria Münchmeyer, Fernando Kliche, Rebeca Ghigliotto, José Secall, Gabriela Hernández, Patricia Guzmán, Roberto Navarrete, entre otros. 
La producción obtuvo un alto costo de producción. Las locaciones del rodaje se facturaron entre Santiago de Chile, Nueva York y Santa Marta (Colombia). Sin embargo, fue ampliamente superada por sus competidoras Iorana de Televisión Nacional y A todo dar de Mega. Durante toda su emisión, alcanzó 13,5 puntos de rating, causando el despido del director de la producción de Canal 13.

## Argumento
Julián Trosciani (Luciano Cruz-Coke), un músico de 25 años, reconocido por la guitarra clásica. Él tiene sus dudas y problemas existenciales que lo han llevado a vivir una doble vida demasiado crítica. Julián, comienza a formar parte de un grupo de rock que lo lleva al borde del precipicio. Así comienza la historia: Julián está de novio con Susana Álvarez (Aline Kuppenheim), una bella periodista, y aunque poseen todo para ser felices lamentablemente no lo son. Debido a que Julián, sin saber por qué, recuerda unas misteriosas imágenes que no sabe qué son. Hace algunos años su padre murió y su madre se casó con su tío, al que detesta profundamente.
Tanto Victoria (Gloria Münchmeyer) como él son títeres de Vicente Trosciani (Tomás Vidiella), a quien le encanta manipular a la gente y ha hecho su fortuna con estafas y engaños... Es por eso que Julián decide viajar a Nueva York a estudiar, allí pasará 6 meses de conocimiento y búsqueda personal. En eso, Susana es enviada a cubrir una noticia a la ciudad norteamericana y viven un feliz romance, por lo que deciden casarse. Esto enoja a Vicente quien con artimañas más las indecisiones de Julián destruyen la relación, Susana se va de la ciudad, pero a la vez es enviada a Santa Marta, Colombia, a hacer un documental sobre la belleza del Caribe. Julián, buscando remediar la situación viaja al Caribe, pero accidentalmente conoce a Paulina (Javiera Contador), una compañera del hotel de Susana y se enamoran.
Tras vivir aventuras con sus amigos Mariano (Vasco Moulián), Aníbal (Felipe Viel), Matías (Rodrigo Rochet) y María Isabel (Marcela Osorio), todos de Santiago, Julián deja definitivamente a Susana y vuelve a Santiago, pero la extraña demasiado. Mientras, para dar a conocer sus nuevos talentos, Julián organiza un recital en el teatro municipal ante un montón de personalidades, pero al ver las imágenes misteriosas sale corriendo del escenario.
Susana y Paulina encargadas de cubrir el recital salen tras él. Luego, Paulina y Julián se encuentran en una discothèque, y Julián impulsado por la dueña del local y los jóvenes que estaban allí, toca su guitarra eléctrica. Tiempo después, Paulina termina con Julián y éste vuelve con Susana. Paulina quien se convirtió en la novia de Nicolás (Guido Vecchiola), el mánager de un grupo de rock, y que sufren la pérdida de un integrante de la banda y sin él se perderían un importante contrato con una disquera. Paulina para ayudar a Nicolás decide pedirle ayuda a Julián, y este tras pensarlo acepta.
El grupo Nación Virtual firma el contrato y el nuevo integrante, Julián, Flaco Morgan comienza una doble vida y doble romance con Susana y Paulina al mismo tiempo. Sin embargo, Vicente hará su vida imposible y en sus aventuras conocerá a dos mujeres nuevas: Amanda (Marcela Medel), una sicóloga que lo ayudara con sus sueños misteriosos y dudas vocacionales y Cristina (Camila Rodríguez), una mujer inescrupulosa que fue una exnovia de Julián y junto con la ayuda de Vicente hará todo por reconquistarlo. Así Julián vivirá las más diversas aventuras junto a sus mujeres, la música y sus amigos.

## Elenco
- Luciano Cruz-Coke como Julián Trosciani / "Flaco Morgan".
- Aline Kuppenheim como Susana Álvarez.
- Javiera Contador como Paulina Valdés.
- Guido Vecchiola como Nicolás Urrutia.
- Tomás Vidiella como Vicente Trosciani.
- Gloria Münchmeyer como Victoria Archer.
- Fernando Kliche como Alfredo Brandauer.
- Katty Kowaleczko como Betzabé Quinteros.
- José Secall como Carlos Fuentes.
- Rebeca Ghigliotto como Carla Archer.
- Gabriela Hernández como Evangelina Cisneros.
- Tato Chacón como Patricio Urrutia.
- Sandra Solimano como Gloria de Urrutia.
- Eduardo Mujica como Eduardo Valdés.
- Patricia Guzmán como Marcia de Valdés.
- Roberto Navarrete como Eliseo Solari.
- Gabriela Aguilera como Amanda Solari "La Niña de Lluvia".
- Chamila Rodríguez como Cristina Irarrázaval.
- Vasco Moulián como Mariano Risopatrón.
- Marcela Medel como Andrea Risopatrón.
- Fernanda García como Catalina Neumann.
- Andrea Freund como Soledad Echeverri.
- Felipe Viel como Aníbal Matamoros.
- Rodrigo Rochet como Matías Matamoros.
- Marcela Osorio como María Isabel Palacios.
- Boris Quercia como José Ignacio Bermúdez.
- Esperanza Silva como Isadora Sarmiento.
- Jaime McManus como Cristián Salvatierra.
- Hernán Hevia como Alan Foms.
- Francisca García-Huidobro como Francisca Pradenas.
- Francisco López como Rubén Fuentes.
- Claudia Vergara como Carmen "Carmencita" Urrutia.
- Claudia Conserva como Cecilia Trosciani.
- Claudio González como Ismael Fuentes.
- Sergio Urrutia como Ángel.
- Cecilia Carvajal como Marianela.
- Rodolfo Vásquez como Farfán.
- Rodolfo Bravo como Máximo Carvajal.
- Marcela Solervicens como Macarena Carvajal.
- Daniel Muñoz como Horacio.
- Paulina Urrutia como Nelly.
- Luz Jiménez como Juani Valdivia.
- Rosa Ramírez como Gina.
- Cristián Marambio como Roque Diaz.
- Óscar Díaz como Gustavo.
- Claudio Valenzuela como René.
- Felipe Armas como Federico.
- Juan Cristóbal Gumucio como Andrés Trosciani.
- Andrés Skoknic como Martín "Joso".
- Tomislav Mantijevic como Tomás.
- Sergio Fuentes como Nano.
- Jaime Lorca como Tano.
- Jan Hirsch como Winston Valdés.
- Denisse Hirsch como Edinson Valdés.
- Pedro Vicuña como Giuseppe Trosciani.
- Catalina Guerra como Victoria Archer (joven).

## Banda sonora
1. Amándote - Pedro Foncea
2. La Flaca - Jarabe de Palo
3. Aire de fiesta - Paolo Meneguzzi
4. Como dueles en los labios - Maná
5. Laura no está - Nek
6. Volverás - Keko Yunge
7. La vida - La Sociedad
8. Llovió - Presuntos Implicados
9. Tu ángel de la guarda - Gloria Trevi
10. Estoy por ti - Amistades Peligrosas
11. Es la lluvia que cae - Los Iracundos
12. Todo para - Roberto Carlos
13. El cariño es como una flor - Rudy La Scala
14. De aquí a la eternidad - Juan Antonio Labra
15. Eres todo en mí - Ana Gabriel
16. Antes - Obie Bermúdez
17. Si la miro mañana - Lorenzo Antonio
18. Provocación - Raphael

## Curiosidades
- En esta teleserie, se vuelve a usar la técnica del "Placement" en la que a distintos personajes, se les puede ver consumir y usar accesorios con el logo de Coca-Cola.